# 茂木和平
茂木 和平（もてぎ わへい、1947年7月5日 - ）は、日本の歴史学者。埼玉県地域の郷土史家として知られる。埼玉県の苗字研究の権威。県内すべての市町村を調査し、現存した苗字の起源・現況・史料などを網羅的に蒐集・研究した。

## 概要
埼玉県立深谷商業高等学校在籍中、同校地理歴史研究部に所属した。中学生の頃に、苗字の由来に興味を持ってから、40年以上かけ単独により県内２千以上の集落を訪問し、52歳で退職。2004年に調査を終えた。
その研究成果は『埼玉苗字辞典』として刊行された。同書録には「本書は、古代苗字発祥から、中世武蔵武士、近世農民の苗字をすべて記載した。埼玉県内の1900余の村々を訪れ、寺院、神社等の碑文に記された苗字を書き写し、寄進帳や過去帳及び古文書を調査した。本書第一卷で苗字数8600余を収録した。旧家については県内全村の正副戸長（旧名主組頭）を始め、由緒等を詳細に調査した」と記される。同書は、自費出版で4巻100セットであったという。2022年、同書の第5巻が刊行された。同書には関東甲信越の戦国武士で足軽に至るまで、十数万人を網羅し、在名武士と苗字武士を区別してその由来を記し、子孫がどこの村へ土着したか、あるいはどこの藩へ仕官したかを、系図を用いて記載してある。

## 著書
- 『埼玉苗字辞典』（全4巻）（自費出版）、2004-2008年
- 『埼玉苗字辞典』関東甲信越（第五巻）（自費出版）、2022年